# Beira (Mosambik)
Beira (portugiesisch für Ufer, Rand) ist eine Großstadt in Mosambik und Hauptstadt der Provinz Sofala.

## Geographie
Beira liegt in Zentralmosambik in der Provinz Sofala, an der Küste der Straße von Mosambik. Die früher die Hafenstadt umgebenden Sümpfe des Pungwe-Flusses wurden inzwischen trockengelegt. Das Klima ist heiß und feucht, besonders während des Sommermonsuns von Oktober bis Februar.

## Bevölkerung
Beira zählt 533.825 Einwohner (2017). Nach Ende des mosambikanischen Bürgerkrieges strömten zahlreiche Flüchtlinge in die Stadt, so dass die Einwohnerzahl stark anstieg.

## Religion

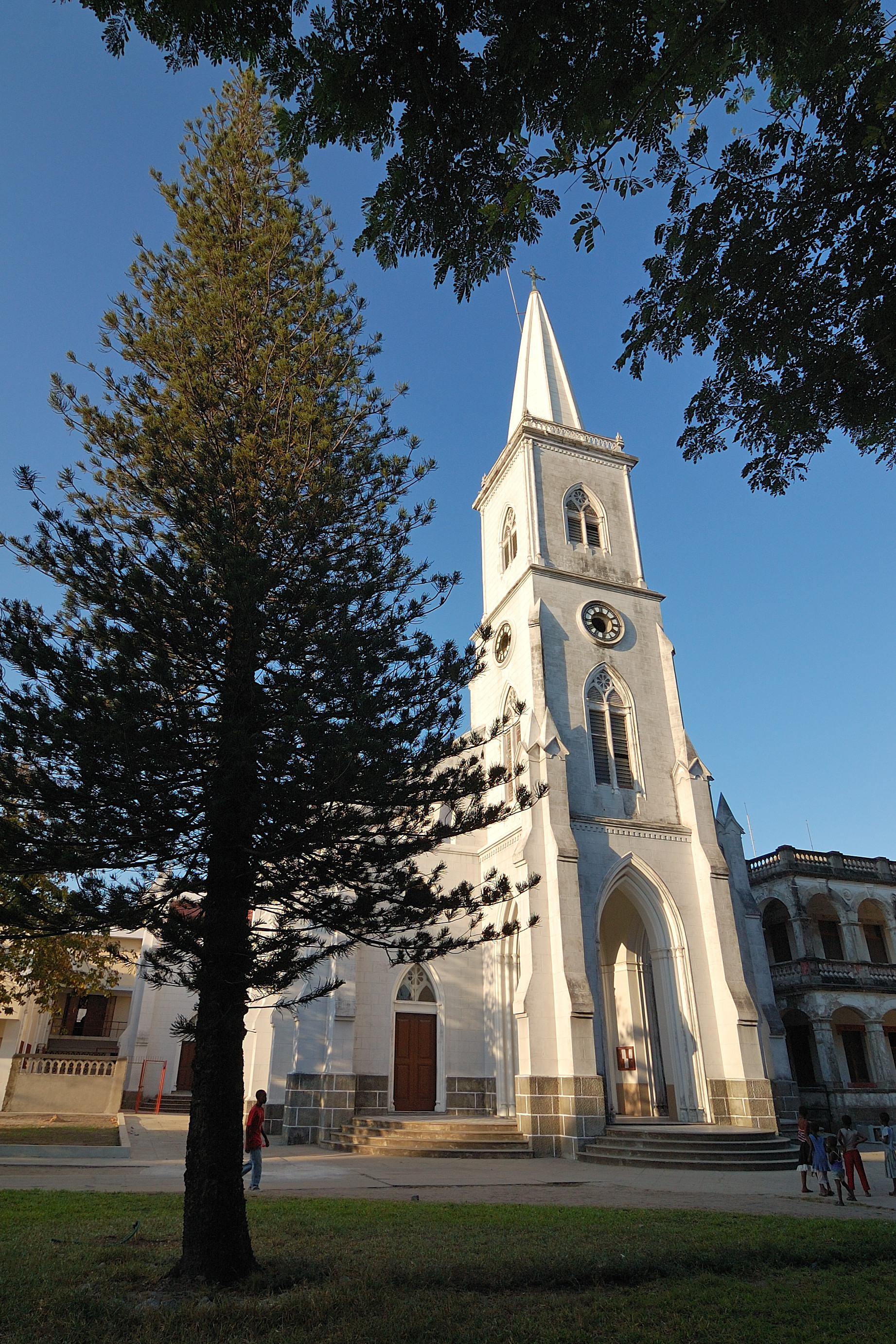
Catedral Metropolitana de Nossa Senhora do Rosário

Beira ist Sitz des Erzbistums Beira. Erzbischof ist seit dem 29. Juni 2012 Claudio Dalla Zuanna. Die Kathedrale wurde Anfang des 20. Jahrhunderts aus Steinen der Festung São Caetano de Sofala errichtet.

## Geschichte

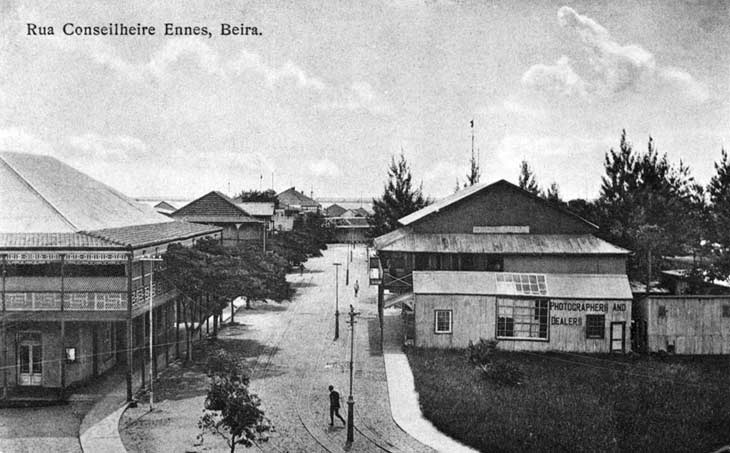
Die Rua Conseilheire Ennes (1905)

Am gegenüber liegenden Ufer der Bucht bauten die Portugiesen die Festung São Caetano de Sofala (kurz: Fortaleza de Sofala) aus Steinen, die zwischen 1505 und 1512 aus Portugal importiert wurden. Sie war eines der ersten größeren Bauwerke der Europäer in Afrika südlich der Sahara. Heute liegt der Standort der Festung unter Wasser.
1884 wurde von den Portugiesen auf dem Gebiet des heutigen Beiras ein Militärposten errichtet, der zunächst als „comando militar da Aruânga“ (später Púnguè) benannt wurde. Später wurde der Kronprinz Luís Filipe mit dem neuen Stadtnamen geehrt. Dieser trug den Titel eines Prinzen von Beira (portugiesisch Príncipe da Beira). 1891 erfolgte die Stadtgründung durch die portugiesische Companhia de Moçambique (Mosambik-Gesellschaft), die hier ihren Hauptsitz errichtete. Erst 1942 übernahm der Staat die Kontrolle über die Stadt.
Beira war während des Bürgerkrieges Zentrum der Rebellenbewegung RENAMO, die heute als politische Partei in dieser Stadt ihren Schwerpunkt hat.
Im März 2019 erlitt die Stadt durch den Zyklon Idai starke Zerstörungen, bis zu 90 Prozent der städtischen Struktur sollen beschädigt oder zerstört worden sein. Es wird davon ausgegangen, dass ein Wiederaufbau der Stadt Jahre dauern wird.

## Politik
Bürgermeister der Stadt ist Daviz Simango. 2003 als Mitglied der größten Oppositionspartei Mosambiks, der Resistência Nacional Moçambicana (RENAMO), erstmals in dieses Amt gewählt, verweigerte RENAMO-Chef Afonso Dhlakama ihm aus Furcht vor dem Erstarken eines möglichen Konkurrenten innerhalb der Partei eine weitere Kandidatur. Simango gründete daraufhin die Partei Movimento Democrático de Moçambique (MDM), die sowohl bei den Parlamentswahlen in Mosambik 2009, als auch – mit Simango als Kandidat – zur Präsidentschaftswahl in Mosambik 2009 antrat. Bei der Präsidentschaftswahl übertraf Simangos Stimmenzahl im Stimmbezirk Beira nicht nur diejenige des RENAMO-Kandidaten Dhlakama, sondern auch die Stimmenzahl des Kandidaten der in den anderen Teilen des Landes meist dominierenden Partei FRELIMO. Beira war bei beiden Wahlen 2009 der einzige städtische Bezirk, der nicht von FRELIMO beziehungsweise einem FRELIMO-Kandidaten gewonnen wurde.

### Städtepartnerschaften
Beira hat Städtepartnerschaften mit den folgenden Städten:
- Bristol, Vereinigtes Königreich (seit 1990)[7]
- Porto, Portugal[8]
- Boston, USA (seit 1990)[9]
- Padua, Italien
- Coimbra, Portugal (seit 1997)
- Bender, Moldau
- Luanda, Angola
- Gqeberha, Südafrika (seit 2008)

## Klima
|                       | Jan  | Feb  | Mär  | Apr  | Mai  | Jun  | Jul  | Aug  | Sep  | Okt  | Nov  | Dez  |   |      |
| Mittl. Tagesmax. (°C) | 31,4 | 31,6 | 30,7 | 29,9 | 27,9 | 25,8 | 25,2 | 26,1 | 27,6 | 29,4 | 30,4 | 31,0 | ⌀ | 28,9 |
| Mittl. Tagesmin. (°C) | 23,7 | 24,0 | 23,2 | 21,5 | 18,8 | 16,6 | 16,0 | 16,8 | 18,7 | 20,7 | 22,1 | 23,0 | ⌀ | 20,4 |
|                       |      |      |      |      |      |      |      |      |      |      |      |      |   |      |
| Niederschlag (mm)     | 250  | 292  | 273  | 132  | 84   | 43   | 33   | 40   | 27   | 41   | 112  | 246  | Σ | 1573 |
|                       |      |      |      |      |      |      |      |      |      |      |      |      |   |      |
| Sonnenstunden (h/d)   | 7,9  | 8,0  | 7,8  | 8,2  | 8,2  | 7,4  | 7,5  | 8,2  | 8,1  | 8,3  | 7,6  | 7,6  | ⌀ | 7,9  |
|                       |      |      |      |      |      |      |      |      |      |      |      |      |   |      |
| Regentage (d)         | 12   | 11   | 12   | 7    | 6    | 5    | 4    | 3    | 3    | 3    | 7    | 10   | Σ | 83   |
|                       |      |      |      |      |      |      |      |      |      |      |      |      |   |      |
| Luftfeuchtigkeit (%)  | 76   | 78   | 77   | 77   | 77   | 76   | 78   | 77   | 76   | 74   | 74   | 76   | ⌀ | 76,3 |

| 23,7 |

| 24,0 |

| 23,2 |

| 21,5 |

| 18,8 |

| 16,6 |

| 16,0 |

| 16,8 |

| 18,7 |

| 20,7 |

| 22,1 |

| 23,0 |

| 23,7 |

| 24,0 |

| 23,2 |

| 21,5 |

| 18,8 |

| 16,6 |

| 16,0 |

| 16,8 |

| 18,7 |

| 20,7 |

| 22,1 |

| 23,0 |

Das RSMC La Réunion auf der Insel La Réunion überwacht die Wetterlage im südwestlichen Indik, besonders im Kanal von Mosambik. Dessen Wetterwarnung in Bezug auf den Zyklon Idai besagte für den 14. März 2019 in Beira einen Meeresspiegelanstieg von bis zu 4 Metern und eine Sturmflut mit Wellen von 5 bis 6 Metern Höhe in der Meeresmündung des Pungwe.

## Wirtschaft und Infrastruktur

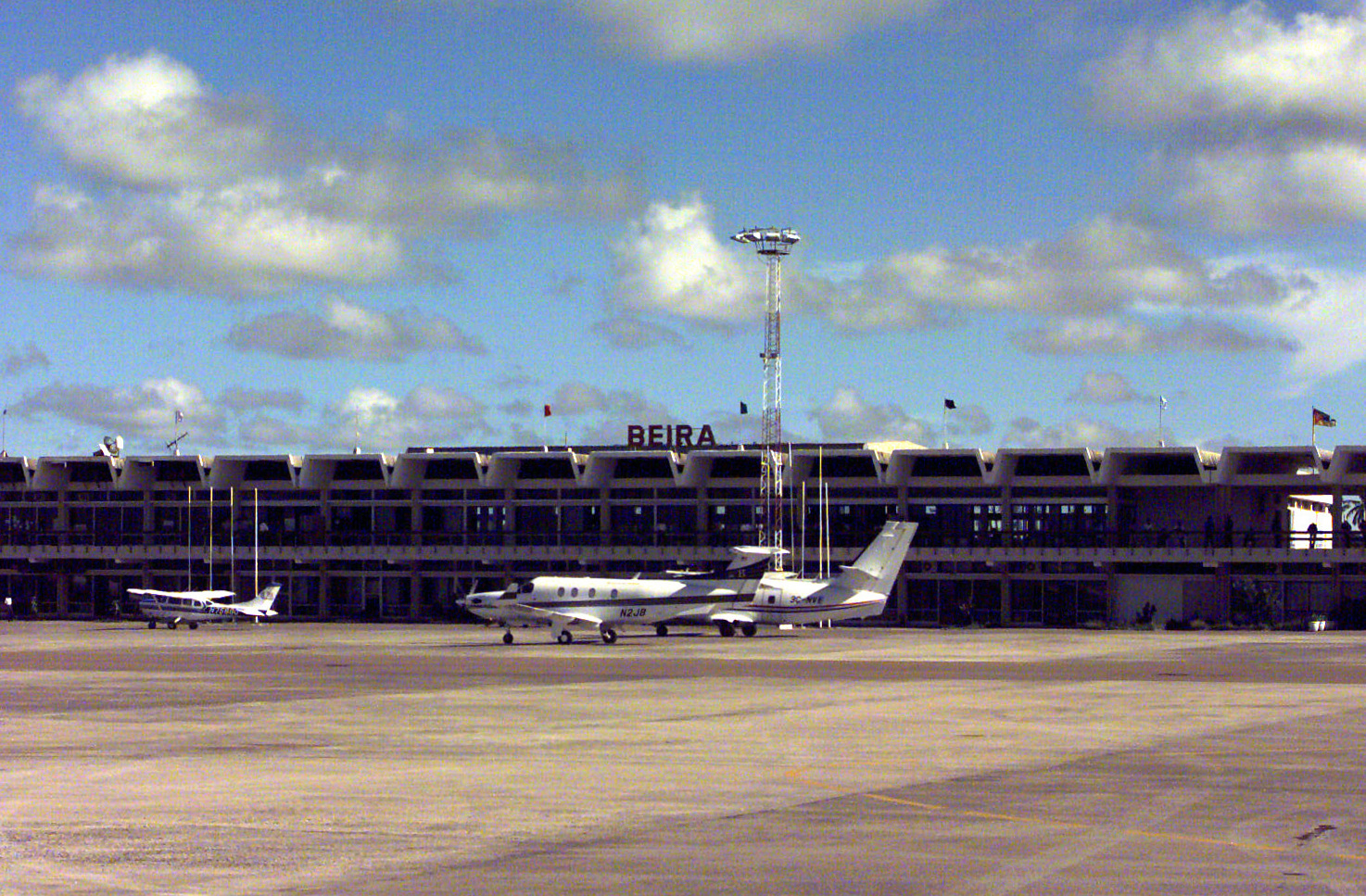
Der internationale Flughafen von Beira

### Tourismus
Früher war Beira der viel besuchte Badeort weißer Farmer aus der britischen Kolonie Rhodesien (heute: Simbabwe). Der Makuti-Strand ist nach wie vor das touristische Zentrum. Vieles von dieser Infrastruktur wird heute wieder aufgebaut und restauriert, ebenso die Geschäftsstraßen der Innenstadt.

### Hafen
Beira lebt vom Handel und vom Seetransport, der hier vorrangig auf Stückgut ausgerichtet ist. Der Hafen Beira ist neben denen von Maputo und Nacala einer der drei großen Seehäfen des Landes für die internationale Schifffahrt. Sowohl über die Sues- als auch über die Kap-Route liegen die europäischen Häfen von hier etwa gleich weit entfernt. Es gibt ein Containerterminal. Allerdings ist die Fahrrinne selbst bei Hochwasser nur 6,20 bis 7,40 m tief, so dass die Nutzung als Fernhafen eingeschränkt ist. Der Hafen von Beira hat zentrale wirtschaftliche Bedeutung für die Region sowie für die Binnenstaaten Simbabwe, Sambia und Malawi.
Im  Jahrbuch der Schiffahrt 1982 erfolgte von einem deutschen Ingenieur eine Veröffentlichung zum Thema Hafen in  Maputo im Süden, Beira in der Landesmitte, Quelimane, Nacala und Pemba im Norden des Landes und auch zum Zustand des  Eisenbahnnetzes als Teil der  Transportkette im historischen Staat Volksrepublik Mosambik. Die auch im wiedervereinigten Deutschland weiterhin existierende Deutsche Seereederei (DSR)  in Rostock lief seinerzeit im Rahmen der Beziehungen der DDR und der Volksrepublik Mosambik im damaligen Ostafrika-Liniendienst die drei Haupthäfen Maputo innerhalb der Maputo-Bucht im Süden, Beira im Zentrum (Hauptstadt der Provinz Sofala) und Nacala Provinz Nampula im Norden des Landes regelmäßig an.

### Schienenverkehrsanbindung
In Beira befindet sich die Endstation der Beira-Bulawayo-Eisenbahn, neben der Beira-Lobito-Autobahn logistische Anbindungen des „Beira-Korridor“, der die Stadt mit Harare in Simbabwe und der sambischen Hauptstadt Lusaka verbindet. Für diese Binnenländer ist das der kürzeste Verkehrsweg zum Meer. Über diese Strecke lässt sich die Bergbauregion Copperbelt (Gewinnung von Kupfer und Cobalt) in Sambia und der Provinz Shaba in der Demokratischen Republik Kongo erreichen.
Eine zweite Eisenbahnstrecke führt nach Malawi, für das Beira zwar die nächstliegende Hafenverlademöglichkeit bietet, dessen Hafen jedoch technisch weniger gut geeignet als Nacala ist, da das Hafenbecken von Nacala, mit mehr als 15 Metern natürlicher Tiefe, die Abfertigung größter Containerschiffe erlaubt. Hinter der Brücke über den Sambesi kurz vor der Grenze von Malawi zweigt eine Strecke zu den Kohlegruben von Moatize bei Tete ab. Alle diese Eisenbahnstrecken haben Kapspur und tragen eine Achslast von 16 t, in Simbabwe 17 t.

### Flugverkehr
Der internationale Flughafen Beira ist der zweitgrößte Flughafen des Landes. Er ist für Mittelstreckenflugzeuge ausgelegt und liegt etwa 7 Kilometer nordöstlich des Stadtzentrums.

## Bildung
Die Stadt beherbergt die Universidade Católica de Moçambique (UCM), eine private Universität, deren Gründung 1996 von der Römisch-katholischen Kirche ausging und von ihr betrieben wird. Ihre Abschlüsse sind staatlich anerkannt. Die Universität besteht aus mehreren Fakultäten, die auf die Städte Beira, Nampula, Cuamba und Pemba verteilt sind.

## Sport
Der Fußballverein Clube Ferroviário da Beira (dt.: Eisenbahnerverein von Beira) spielt in der ersten mosambikanischen Liga Moçambola. Er trägt seine Heimspiele im 7.000 Zuschauer fassenden Stadion Estádio do Ferroviário aus. Weitere Vereine sind Grupo Desportivo da Companhia Têxtil do Punguè, der einmal Meister wurde, Estrela Vermelha, Palmeiras de Beira, Migração de Beira und der CD Coco Ricóó, der bereits dreimal Landesmeister im Frauenfußball wurde.
In Beira fanden die Badminton-Afrikameisterschaft 1980 und die internationalen Mozambique Juniors 1982 statt. Die Stadt war zudem von 1984 bis 1989 Austragungsort der Mosambikanische Badmintonmeisterschaften.

## Söhne und Töchter der Stadt
- João Garizo do Carmo (1917–1974), portugiesischer Architekt
- Carlos Cardoso (1951–2000), mosambikanischer Journalist
- Sol de Carvalho (* 1953), Journalist, Filmemacher und Regisseur
- Mia Couto (* 1955), mosambikanischer Schriftsteller
- José Rodrigues dos Santos (* 1964), portugiesischer Journalist und Autor, bekannter Nachrichtensprecher der RTP
- Chiquinho Conde (* 1965), mosambikanischer Fußballspieler
- Paulo Pinto de Albuquerque (* 1966), portugiesischer Jurist, seit 2011 Richter am Europäischen Gerichtshof für Menschenrechte
- Lúcia Sigalho, portugiesische Schauspielerin[12]
- Tasha de Vasconcelos (* 1966), kanadische Schauspielerin und ehemaliges Supermodel
- João Carlos Hatoa Nunes (* 1968), römisch-katholischer Geistlicher, Erzbischof von Maputo
- Maria Rueff (* 1972), portugiesische Schauspielerin
- Pedro Boese (* 1972), deutsch-portugiesischer Maler
- Dayo António (* 1988), Fußballspieler
- Reinildo Mandava (* 1994), mosambikanischer Fußballspieler
- Steven Sabino (* 2006), Sprinter